# Léo Dubois
Léo Michel Joseph Claude Dubois (Segré, 14 september 1994) is een Frans voetballer die doorgaans speelt als rechtsback. In juli 2025 verliet hij Eyüpspor. Dubois maakte in 2019 zijn debuut in het Frans voetbalelftal.

## Clubcarrière
Dubois speelde in de jeugd van Saint-Gemmes d'Andigne en Segré Haut-Anjou en kwam hierna terecht in de opleiding van FC Nantes. Deze doorliep hij en hij brak ook door bij die club. Op 9 mei 2015 maakte de verdediger zijn debuut in het eerste elftal. Op die dag werd met 2–1 verloren van Girondins de Bordeaux. Via een benutte strafschop van Jordan Veretout kwamen de bezoekers op voorsprong, maar door twee treffers van Diego Rolán (waarvan één strafschop) won Girondins. Dubois begon aan het duel als wisselspeler en hij mocht van coach Michel Der Zakarian zeven minuten voor het einde van de wedstrijd invallen voor Kian Hansen. Zijn eerste doelpunt volgde op 24 september 2017, tijdens een overwinning op RC Strasbourg (1–2). Tijdens dit duel zette Nuno da Costa de thuisploeg op voorsprong maar door goals van Adrien Thomasson en Dubois kwam Nantes nog voor het halve uur op voorsprong.
In januari 2018 legde Olympique Lyon de vleugelverdediger transfervrij vast voor het seizoen 2018/19. Dit contract werd tussentijds nog verlengd maar na vier seizoenen vertrok Dubois toch definitief uit Lyon, toen hij voor circa tweeënhalf miljoen euro overstapte naar Galatasaray en daar voor drie jaar tekende. In september 2023 huurde Istanbul Başakşehir hem voor het seizoen 2023/24. Eind augustus 2024 werd zijn contract bij Galatasaray ontbonden. Kort daarna tekende hij een eenjarig contract bij promovendus Eyüpspor.

## Clubstatistieken
| Seizoen | Club                  | Competitie | Competitie | Competitie | Beker | Beker | Internationaal | Internationaal | Totaal | Totaal |
| Seizoen | Club                  | Competitie | Wed.       | Dlp.       | Wed.  | Dlp.  | Wed.           | Dlp.           | Wed.   | Dlp.   |
| ------- | --------------------- | ---------- | ---------- | ---------- | ----- | ----- | -------------- | -------------- | ------ | ------ |
| 2014/15 | FC Nantes             | Ligue 1    | 2          | 0          | 0     | 0     | —              | —              | 2      | 0      |
| 2015/16 | FC Nantes             | Ligue 1    | 24         | 0          | 4     | 0     | —              | —              | 28     | 0      |
| 2016/17 | FC Nantes             | Ligue 1    | 36         | 0          | 5     | 0     | —              | —              | 41     | 0      |
| 2017/18 | FC Nantes             | Ligue 1    | 34         | 3          | 1     | 1     | —              | —              | 35     | 4      |
| 2018/19 | Olympique Lyon        | Ligue 1    | 25         | 1          | 4     | 1     | 5              | 1              | 34     | 3      |
| 2019/20 | Olympique Lyon        | Ligue 1    | 16         | 0          | 2     | 0     | 9              | 0              | 27     | 0      |
| 2020/21 | Olympique Lyon        | Ligue 1    | 37         | 2          | 3     | 0     | —              | —              | 40     | 2      |
| 2021/22 | Olympique Lyon        | Ligue 1    | 23         | 0          | 0     | 0     | 5              | 0              | 28     | 0      |
| 2022/23 | Galatasaray           | Süper Lig  | 21         | 1          | 4     | 0     | —              | —              | 25     | 1      |
| 2023/24 | Galatasaray           | Süper Lig  | 1          | 0          | 0     | 0     | 2              | 0              | 3      | 0      |
| 2023/24 | → Istanbul Başakşehir | Süper Lig  | 30         | 1          | 1     | 0     | —              | —              | 31     | 1      |
| 2024/25 | Galatasaray           | Süper Lig  | 2          | 0          | 0     | 0     | 1              | 0              | 3      | 0      |
| 2024/25 | Eyüpspor              | Süper Lig  | 10         | 0          | 1     | 0     | —              | —              | 11     | 0      |
| Totaal  | Totaal                | Totaal     | 261        | 8          | 25    | 2     | 22             | 1              | 308    | 11     |

Bijgewerkt op 8 juli 2025.

## Interlandcarrière
Dubois maakte op 2 juni 2019 zijn debuut in het Frans voetbalelftal, toen in een vriendschappelijke wedstrijd met 2–0 werd gewonnen van Bolivia. De doelpuntenmakers tijdens dit duel waren Thomas Lemar en Antoine Griezmann. Dubois moest van bondscoach Didier Deschamps als reservespeler aan het duel beginnen en hij mocht in de rust invallen voor Benjamin Pavard.
Dubois werd in mei 2021 door Deschamps opgenomen in de Franse selectie voor het uitgestelde EK 2020. Op het toernooi werd Frankrijk in de achtste finales uitgeschakeld door Zwitserland (3–3, 5–4 na strafschoppen), na in de groepsfase te hebben gewonnen van Duitsland (1–0) en te hebben gelijkgespeeld tegen Hongarije (1–1) en Portugal (2–2). Dubois kwam niet in actie. Zijn toenmalige teamgenoten Jason Denayer (België), Memphis Depay (Nederland) en Anthony Lopes (Portugal) waren ook actief op het EK.
| Interlands van Léo Dubois voor Frankrijk | Interlands van Léo Dubois voor Frankrijk | Interlands van Léo Dubois voor Frankrijk | Interlands van Léo Dubois voor Frankrijk | Interlands van Léo Dubois voor Frankrijk | Interlands van Léo Dubois voor Frankrijk |
| №                                        | Datum                                    | Wedstrijd                                | Uitslag                                  | Competitie                               | Goals                                    |
| Als speler bij Olympique Lyon            | Als speler bij Olympique Lyon            | Als speler bij Olympique Lyon            | Als speler bij Olympique Lyon            | Als speler bij Olympique Lyon            | Als speler bij Olympique Lyon            |
| ---------------------------------------- | ---------------------------------------- | ---------------------------------------- | ---------------------------------------- | ---------------------------------------- | ---------------------------------------- |
| 1                                        | 2 juni 2019                              | Frankrijk – Bolivia                      | 2 – 0                                    | Vriendschappelijk                        |                                          |
| 2                                        | 11 juni 2019                             | Andorra – Frankrijk                      | 0 – 4                                    | EK 2020 kwalificatie                     |                                          |
| 3                                        | 10 september 2019                        | Frankrijk – Andorra                      | 3 – 0                                    | EK 2020 kwalificatie                     | 52'                                      |
| 4                                        | 17 november 2019                         | Albanië – Frankrijk                      | 0 – 2                                    | EK 2020 kwalificatie                     |                                          |
| 5                                        | 5 september 2020                         | Zweden – Frankrijk                       | 0 – 1                                    | Nations League 2020/21                   |                                          |
| 6                                        | 11 november 2020                         | Frankrijk – Finland                      | 0 – 2                                    | Vriendschappelijk                        |                                          |
| 7                                        | 28 maart 2021                            | Kazachstan – Frankrijk                   | 0 – 2                                    | WK 2022 kwalificatie                     |                                          |
| 8                                        | 1 september 2021                         | Frankrijk – Bosnië en Herzegovina        | 1 – 1                                    | WK 2022 kwalificatie                     |                                          |
| 9                                        | 4 september 2021                         | Oekraïne – Frankrijk                     | 1 – 1                                    | WK 2022 kwalificatie                     |                                          |
| 10                                       | 7 september 2021                         | Frankrijk – Finland                      | 2 – 0                                    | WK 2022 kwalificatie                     |                                          |
| 11                                       | 7 oktober 2021                           | België – Frankrijk                       | 2 – 3                                    | Nations League 2020/21                   |                                          |
| 12                                       | 10 oktober 2021                          | Spanje – Frankrijk                       | 1 – 2                                    | Nations League 2020/21                   |                                          |
| 13                                       | 16 november 2021                         | Finland – Frankrijk                      | 0 – 2                                    | WK 2022 kwalificatie                     |                                          |

Bijgewerkt op 8 juli 2025.

## Erelijst
| Competitie  |             |                  |
| Competitie  | Aantal      | Jaren            |
| Galatasaray | Galatasaray | Galatasaray      |
| ----------- | ----------- | ---------------- |
| Süper Lig   | 2           | 2022/23, 2023/24 |